# Schloss Sassenage

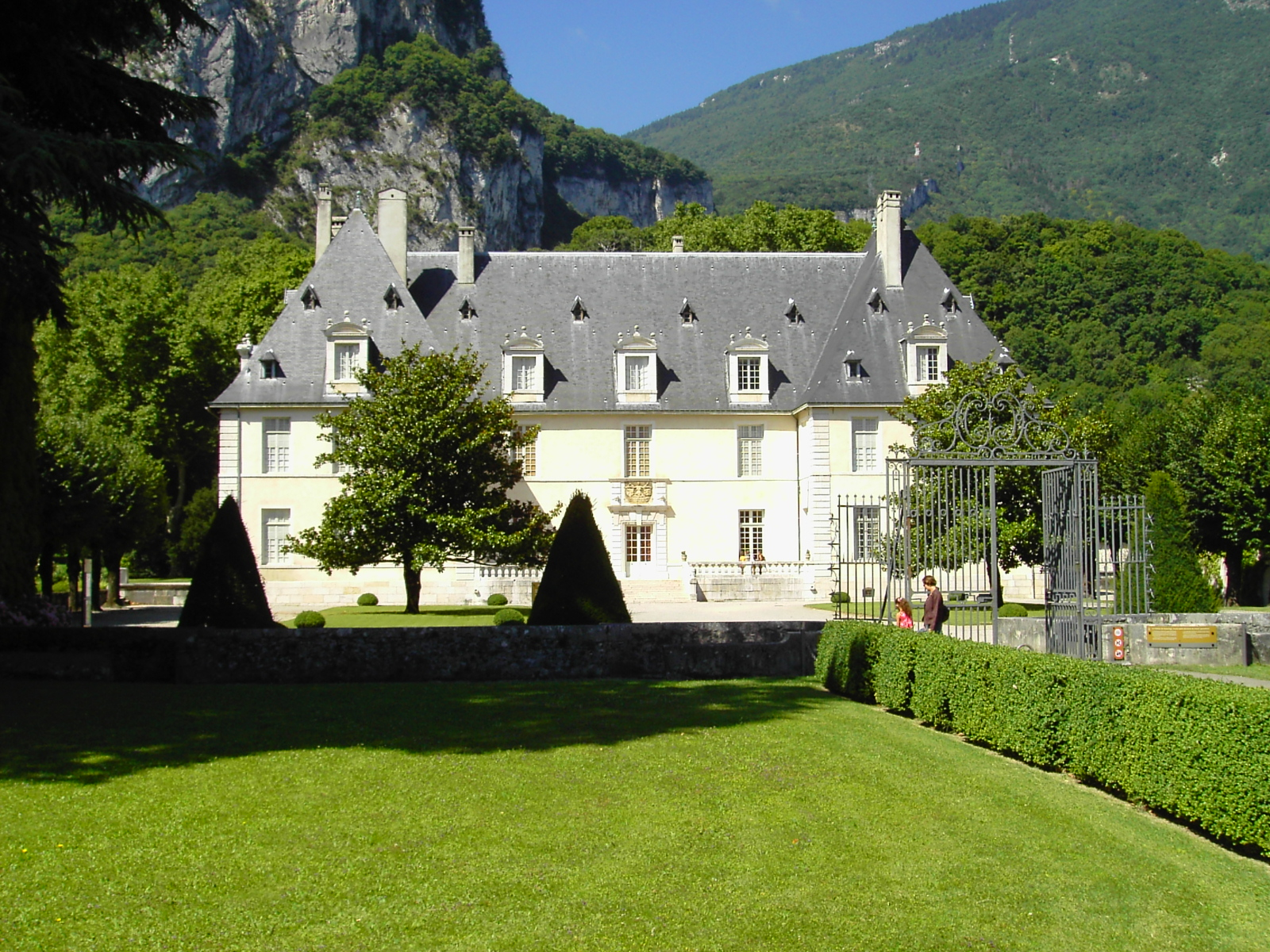
Das Schloss Sassenage

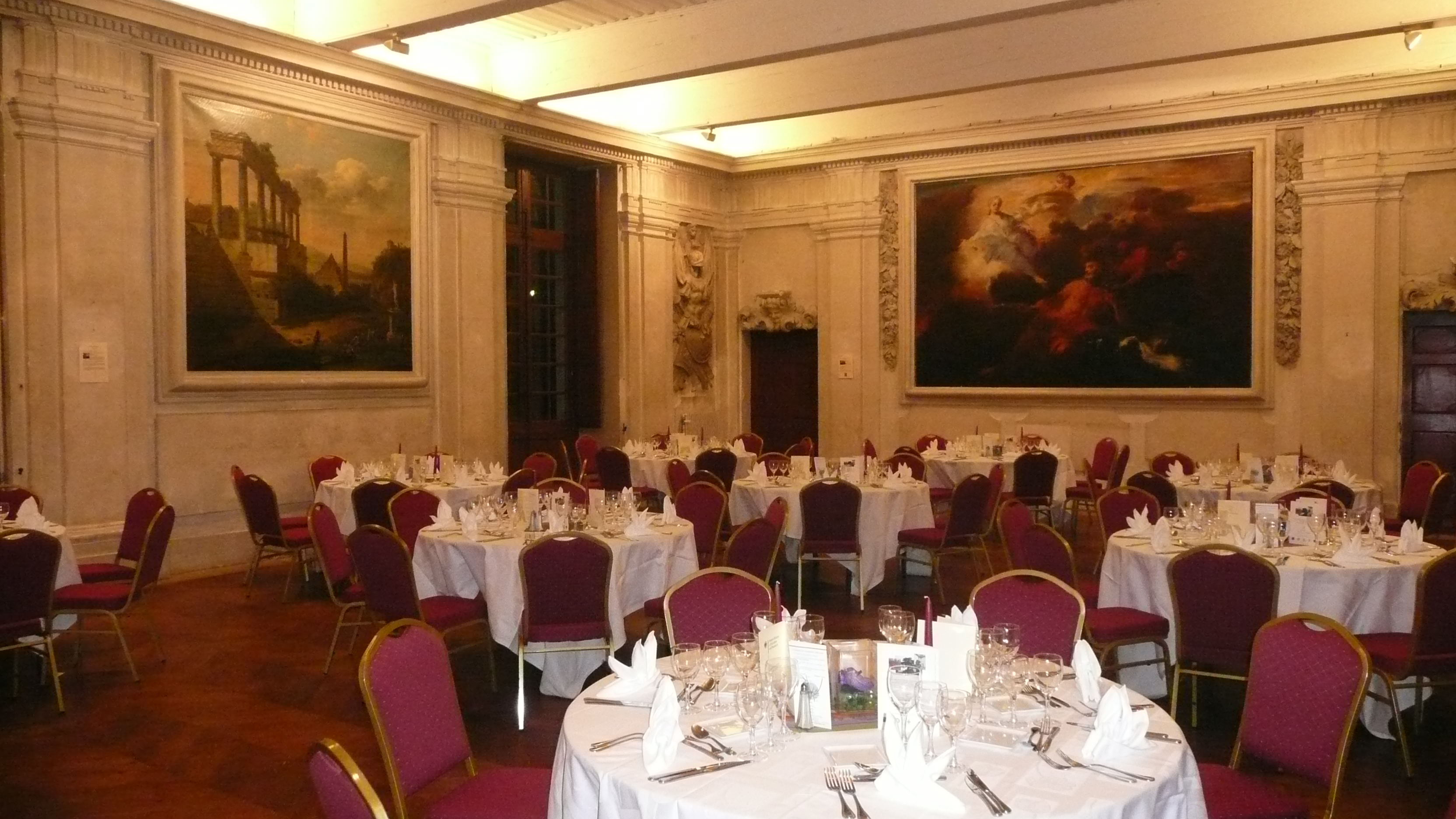
Der Große Saal für Konferenzen und Empfänge

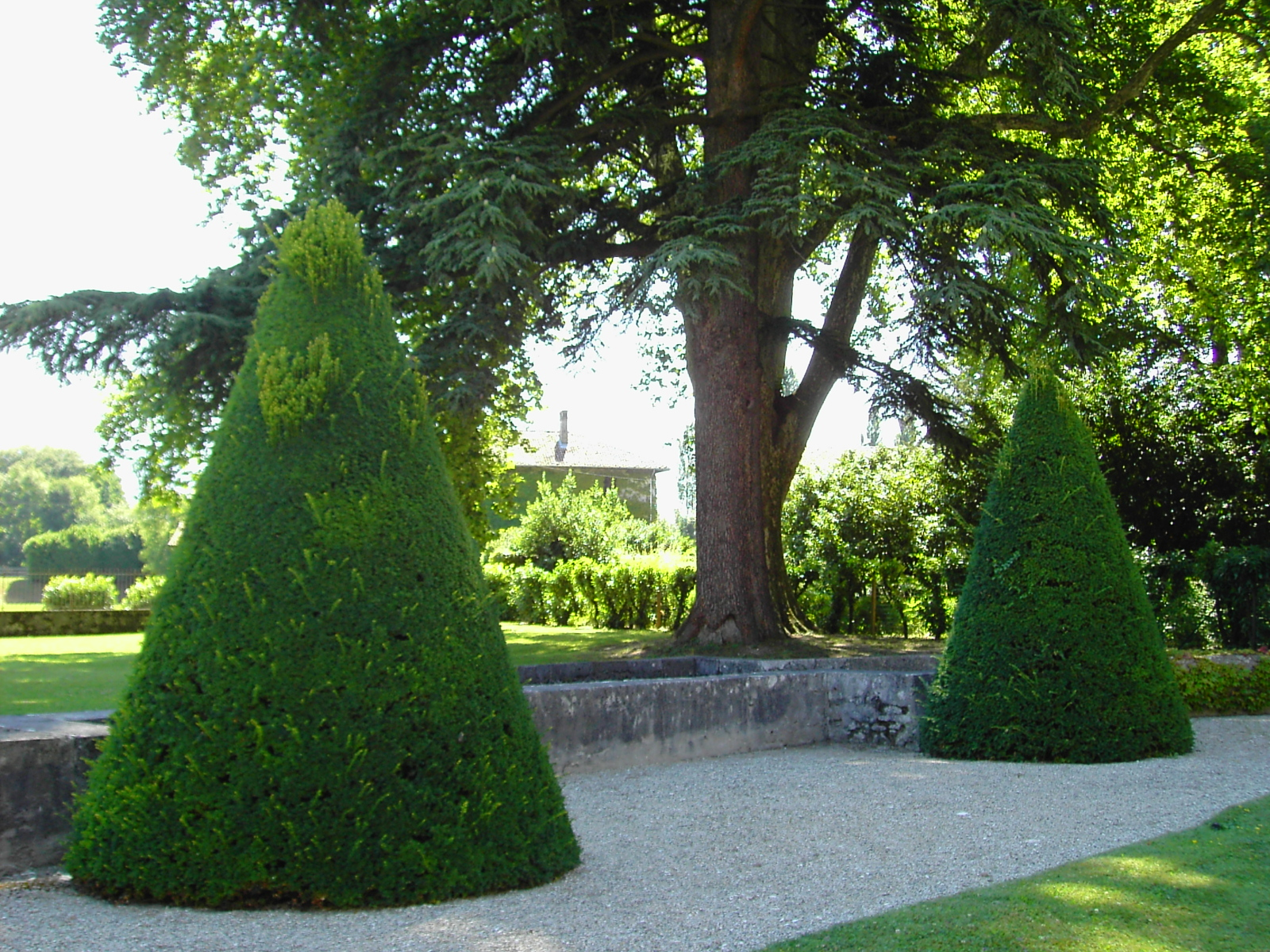
Der Schlossgarten

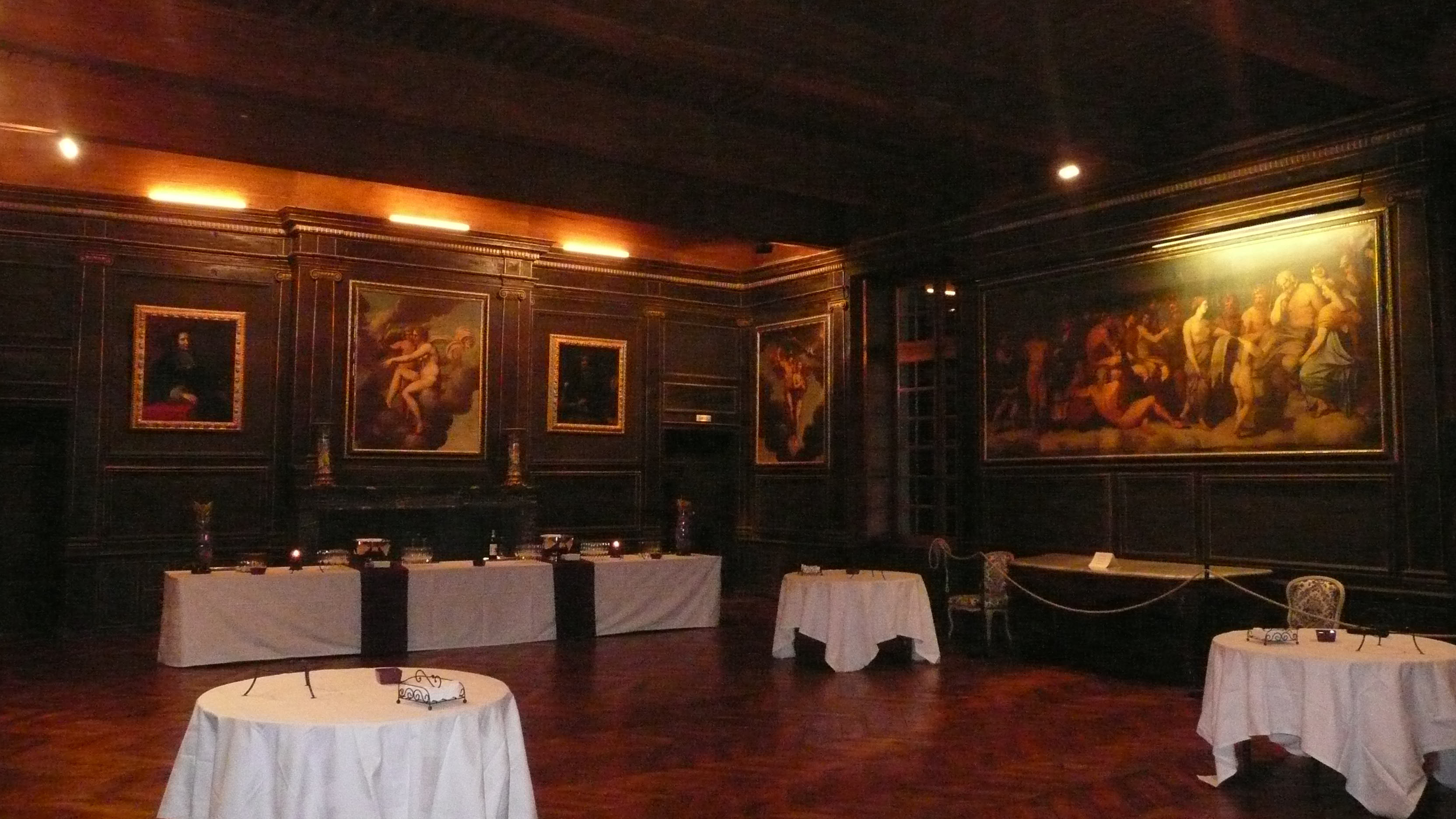
Obergeschoss

Das Schloss Sassenage (französisch Château de Sassenage) steht unweit von Grenoble in der französischen Gemeinde Sassenage im Département Isère.

## Geschichte
Das Schloss wurde von 1662 bis 1669 durch Laurent Sommaire im Auftrag von Charles Louis Alphonse de Sassenage erbaut. Es handelt sich um den letzten Bau des Geschlechtes der Sassenage. Schloss und Gärten wurden im Jahr 1942 als Monument historique unter Denkmalschutz gestellt.

## Architektur
Das Schloss wurde im klassizistischen Stil aus kalkhaltigem Sandstein erbaut. Das Schieferdach kommt aus Besse-en-Oisans und die Fliesen aus Saint-Quentin-sur-Isère. Ein geschnitztes Relief zeigt die Fee Melusine und das Wappen des Geschlechtes Sassenage. Die Innenarchitektur stammt aus dem 17. und 18. Jahrhundert. Besonders hervorzuheben sind die Treppe mit Balustraden und steinernen Bögen, die gewölbte Küche rund um einen großen Kamin und die Möbel des Tischlers Hache. Das Schloss Sassenage gehört zu den wenigen Schlössern, deren Möbel und Ausstattung seit dem Ancien Régime in Zeit vor der Revolution blieben.

## Gärten
Die ersten Gärten stammen aus der Endzeit der Renaissance und sind sehr stark von den italienischen Gärten beeinflusst. In ihnen kommen Gestaltungselemente wie ein Labyrinth aus Buchsbäumen, eine Grotte, Eisenstatuen und Wasserspiele zum Einsatz. Während des Baus des heutigen Schlosses wurden die Gärten regelmäßiger gestaltet. Sie gehörten zu den größten in der Dauphiné. Die Anlage wurde am Ende des 18. Jahrhunderts durch einen englischen Landschaftsgarten ergänzt. Im 19. Jahrhundert, vor allem 1853, wurde der Garten erweitert und fast 3.000 Bäume und Sträucher gepflanzt.

## Heutige Nutzung
Die letzte Erbin der Familie Bérenger-Sassenage vermachte das Schloss und einen Teil ihres Erbes im Jahr 1971 der Fondation de France.
Dazu wurde die „Stiftung Bérenger-Sassenage“ geschaffen, die unter der Schirmherrschaft der Stiftung Fondation de France steht und die Aufgabe hat, durch die Bewirtschaftung der vermachten Werte die zum Erhalt der Anlage erforderlichen Mittel zu generieren. Als man versuchte, einen Teil der Sammlungen zu versteigern, löste dies große Empörung aus. Die Versteigerung wurde im letzten Moment – am Vorabend des anberaumten Versteigerungstermins – durch das Pariser Landgericht für eine Dauer von zwei Jahren verboten.
Besichtigungen des Schlosses mit Führungen sind möglich. Ebenso können Veranstaltungen unterschiedlicher Art durchgeführt werden, insbesondere Konferenzen mit bis zu 130 Personen und Empfänge für 30 bis 250 Personen.